# ボール・アリーナ
ボール・アリーナ（Ball Arena）は、アメリカコロラド州デンバーにある屋内競技場。
こけら落としは1999年10月。セリーヌ・ディオン公演であった。NBAのデンバー・ナゲッツ、NHLのコロラド・アバランチの本拠地としても使用され、2008年には大統領選挙の民主党指名候補者を決める全国大会が行われた。

## 過剰予約問題
2009年5月25日に予定されていたWWE・ロウがすでに、2008年8月に開催が確定していた。しかしNBAのデンバー・ナゲッツが西カンファレンス決勝に進出したことで、第4戦が同所で開催されることになり、問題視されていた。すでにWWEのチケットは完売状態であり、5月20日、レイカーズの本拠であるステイプルズ・センターに開催地を変更させることが発表された。